# Gelbe-Wand-Steig
Der Gelbe-Wand-Steig ist ein alpiner Steig im Ostallgäuer Teil der Ammergauer Alpen. Er führt von der Talstation der Tegelbergbahn bis unterhalb des Tegelberghauses. Mittlerweile wurde der Steig zu einem leichten Klettersteig ausgebaut. Der eigentliche Steig beginnt am Rautbach, führt zunächst zwischen Gelber Wandschrofen und Torkopf hindurch nach oben. Dort zweigt der schwierigere Tegelbergsteig ab. Im weiteren Verlauf mündet er in den Wanderweg, der von der Marienbrücke zum Tegelberghaus führt.